# Elilo
elilo war ein Bootloader für Linux auf Computern mit Extensible Firmware Interface (EFI), dessen Entwicklung seit 2014 eingestellt ist.
Die Software wurde ursprünglich für die Architektur IA-64 entwickelt, dann auf IA-32 und schließlich auf x86-64 erweitert. elilo unterstützt anders als der Grand Unified Bootloader (GRUB) nicht weiterhin das BIOS. elilo kann aber eine ähnliche Konfigurationsdatei wie der Linux Loader (LILO) nutzen.
elilo unterstützt das Booten übers Netzwerk mittels DHCP und TFTP. 